# Chiesa di Santa Severa (Gonnosfanadiga)
La chiesa di Santa Severa è una chiesa campestre situata in territorio di Gonnosfanadiga, centro abitato della Sardegna sud-occidentale. Consacrata al culto cattolico, fa parte della parrocchia della Sacro Cuore, diocesi di Ales-Terralba.
Situata su una collina a poche centinaia di metri dal centro abitato, si fa risalire l'origine al periodo paleocristiano (IV-V secolo). Sorge sull'area di un'antica necropoli romana, è perciò verosimile che la devozione a questa santa risalga a quei primi abitatori del luogo. Ha subito successivi restauri a partire dal 1797.
Il monumento è un edificio con pianta a croce latina, con gli ambienti voltati a botte a tutto sesto. La navata (lunga 10 m e larga 4,2 m) è ripartita in tre specchiature da due lesene su cui si impostano i sottarchi della volta; in origine le volte erano estradossate con doppia curva, come si vede osservando i prospetti laterali e il retro. Il tetto è a travatura lignea.
A destra e a sinistra della porta principale sono presenti dei cardini, che reggevano delle transenne. In seguito i monaci greci realizzarono la volta a botte. Lo spazio quadrato nato dall'incontro dei bracci della croce è delimitato da archi su cui poggia una cupola semisferica di embrici a squame di quattro  metri di circonferenza.